# Otto Schmiedicke
Otto Schmiedicke (* 28. März 1858 in Ratibor, Oberschlesien; † 1922 in Frankfurt am Main) war ein deutscher Sanitätsoffizier in der Preußischen Armee.

## Leben
Otto Schmiedicke war Sohn des Appellationsgerichtsrates Julius Schmiedicke. Am 30. März 1876 wurde er in das Medicinisch-chirurgische Friedrich-Wilhelms-Institut aufgenommen. Er schloss sich dem Pépinière-Corps Franconia an. Mit seiner Promotion am 16. März 1880 schied er aus.
In der Preußischen Armee wurde er am 16. Juni 1881 zum Assistenzarzt befördert. Er heiratete am 9. Juli 1885. Wie viele Absolventen der damaligen Kaiser-Wilhelms-Akademie publizierte er zur Bakteriologie. Wie vor ihm Carl Großheim wurde er Generalarzt und Korpsarzt des XVIII. Armee-Korps in Frankfurt am Main. Im Ersten Weltkrieg war er Obergeneralarzt und Armeearzt bei einem Armeeoberkommando im Westen. Er starb mit 64 Jahren in Frankfurt.